# Monumento a Salvador Rueda

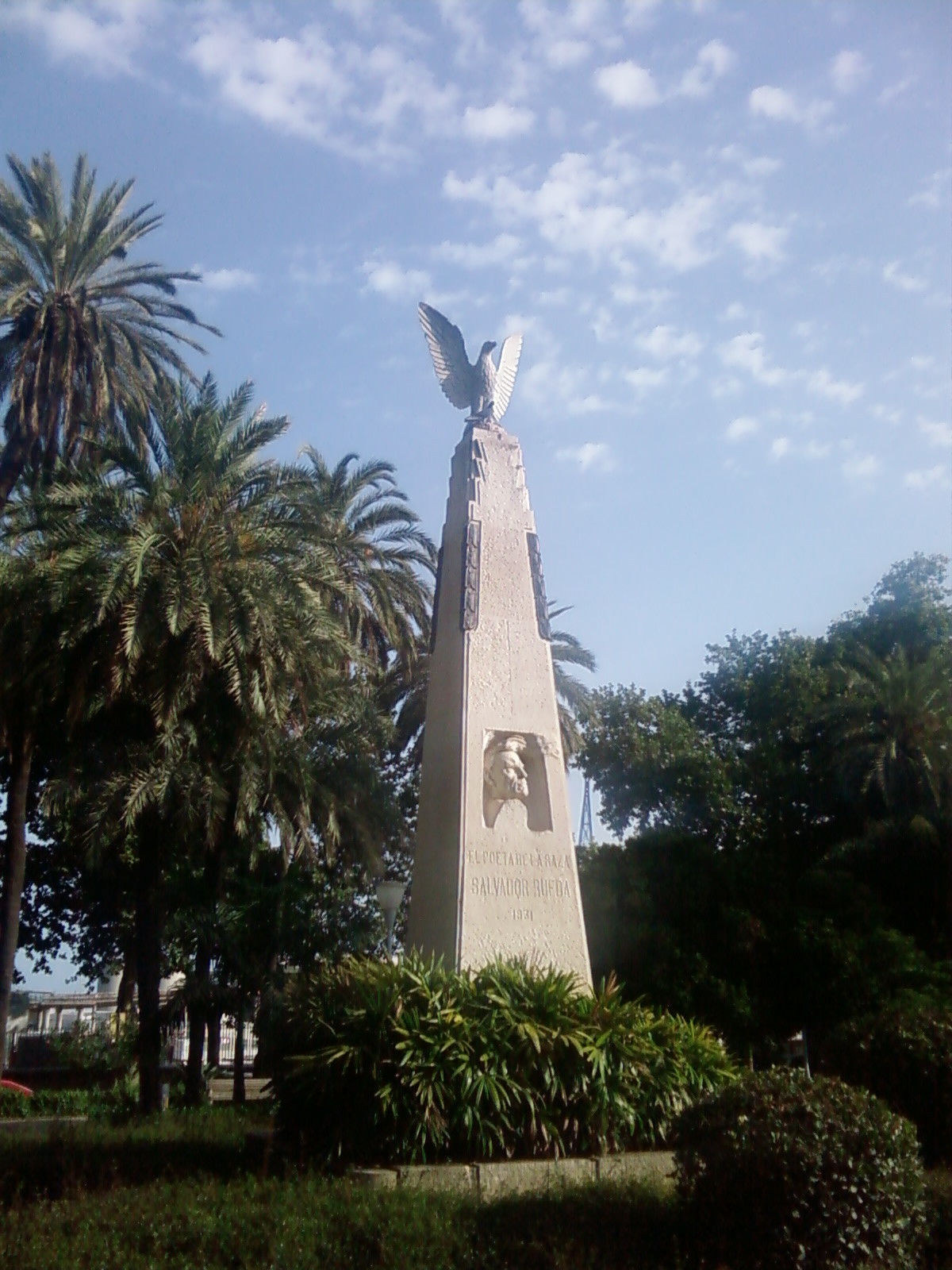
Obelisco en el Parque de Málaga.

El monumento a Salvador Rueda se encuentra situado en una glorieta del Parque de Málaga muy cercana a la plaza de la Marina de la ciudad de Málaga, España.
Se trata de un obelisco truncado, obra del escultor Francisco Palma García construido entre 1926 y 1931. Es de estilo art decó y presenta un relieve con la cara del poeta y está coronado por un águila con las alas extendidas, que fue añadida posteriormente y es obra de Adrián Risueño.